# Emanuele Manitta
Emanuele Manitta (Caltagirone, 12 gennaio 1977) è un allenatore di calcio ed ex calciatore italiano, di ruolo portiere.

## Carriera
Nato a Caltagirone ma cresciuto a Randazzo. La sua carriera ha inizio nelle giovanili del Randazzo, squadra ove rimane per diversi anni prima di passare alle giovanili del Bari. Ha realizzato anche un gol su azione nella stagione 1999-2000 in Castrovillari-Messina (1-1), quando militava in Serie C2. Si tratta di un portiere che aveva suscitato grandi promesse in avvio di carriera, quando fu grande protagonista della promozione in Serie C1 del Messina, subendo soltanto 10 reti in tutto il torneo.
L'exploit gli valse la massima serie nel 2000-2001 con il Lecce, senza mai la gioia dell'esordio in quanto vice di Antonio Chimenti, ma tanta cadetteria ancora a Messina nelle stagioni 2001-2002 e 2002-2003, nel gennaio 2003 nel Napoli ove rimarrà come portiere titolare anche l'anno successivo (stagione 2003-2004), e nel Catanzaro nel 2004-2005, prima dell'esperienza al Bologna nel 2005-2006, come vice di Pagliuca dove totalizza 2 presenze.
Fu protagonista suo malgrado di un episodio increscioso, ai limiti della cronaca nera, quando nel novembre del 2002, durante la gara contro il Cagliari al Sant'Elia, un invasore solitario lo colpì con un pugno alla nuca spedendolo all'ospedale. Arriva al Livorno nel luglio del 2006. Esordio in serie A il 21 gennaio 2007 in Livorno-Roma (1-1). Nella stagione calcistica 2006-2007 ha collezionato 8 presenze in campionato con il Livorno subendo solo otto reti, contribuendo alla sospirata salvezza, raggiunta con una giornata di anticipo. Svincolatosi dal Livorno il 29 agosto 2007, firma un contratto biennale col Messina: si trattò di un ritorno alle origini per il portiere.
A fine stagione si svincola dalla società per la mancata iscrizione della squadra peloritana al campionato di serie B: a tutt'oggi risulta essere il portiere più forte tra quelli approdati al Messina, con un totale di 189 presenze e 152 gol subiti (il rapporto gol subiti/presenze è di 0,80). Il 3 ottobre 2008 firma un contratto annuale per il Siena,come terzo portiere, sostituendo l'infortunato Dimitrios Eleftheropoulos; con la casacca bianconera esordisce il 29 ottobre 2008 in Milan-Siena (2-1). Al termine del contratto, viene lasciato libero dalla società senese. Dopo alcuni mesi sceglie di dare l'addio al calcio giocato per riprendere gli studi, iscrivendosi alla facoltà di scienze motorie all'università di Messina, presso la quale ha conseguito la Laurea Magistrale.(fonte Gazzetta del Sud del 1º aprile 2015) Al contempo svolge il ruolo di preparatore dei portieri del Giarre, società militante nel campionato di Eccellenza Sicilia.
Nella stagione 2011-2012 diventa il vice allenatore e preparatore dei portieri del Due Torri, squadra militante nel campionato di Eccellenza. Viene poi esonerato a novembre. Il 26 luglio 2012 si laurea in scienze motorie all'Università di Messina e firma dopo qualche giorno per il Catania un contratto quadriennale come coordinatore dei preparatori dei portieri delle squadre giovanili. Il 30 marzo 2015 consegue la laurea magistrale in attività motoria preventiva e adattata, presso la facoltà di Scienze Motorie di Messina, con voto 110/110 e lode. Successivamente, diventa Docente federale FIGC nei corsi per allenatore dei portieri di 1º livello.

## Palmarès

### Giocatore

#### Competizioni nazionali
- Serie C2: 1

Messina: 1999-2000
- Campionato Nazionale Dilettanti: 1

Messina: 1997-1998 (girone I)